# Bitwa pod White Oak Swamp
Bitwa pod White Oak Swamp – bitwa stoczona 30 czerwca 1862 roku w hrabstwie Henrico, w Wirginii, jako część bitew siedmiodniowych Kampanii Półwyspowej podczas amerykańskiej wojny secesyjnej.
Wojska Unii w postaci armii Potomac wycofywały się pod rzekę James River, gdy  ich tylna straż pod dowództwem gen. dyw. Williama B. Franklina zatrzymała wojska gen. dyw. Thomasa Jonathana „Stonewall” Jacksona na moście White Oak Bridge, doprowadzając do obustronnego ostrzału artylerii, podczas gdy bitwa pod Glendale rozgorzała 3 kilometry dalej na południe, przy gospodarstwie Frayserów. Dzięki oporowi stawianemu przez korpus gen. Franklina, gen. Jackson nie zdołał wesprzeć oddziałów konfederacji prowadzonych przez Roberta E. Lee pod Glendale, co znacznie osłabiło ich skuteczność w bitwie. Powodem, dzięki któremu Unioniści uniknęli cięższych strat, a nawet całkowitego rozbicia, były ich umocnione pozycje pod Malvern Hill.

## Wprowadzenie
Bitwy siedmiodniowe zostały rozpoczęte przez atak wojsk Unii podczas mniejszej bitwy pod Oak Grove 25 czerwca 1862 r., ale McClellan szybko stracił inicjatywę, gdy Lee rozpoczął serię ataków na Beaver Dam Creek 26 czerwca, Gaines' Mill 27 czerwca i Garnett's oraz Golding's Farm 27 i 28 czerwca, a także atak na tylną straż Unionistów na Savage's Station 29 czerwca. Armia Potomac McClellana kontynuowała odwrót ku zabezpieczonemu Harrison's Landing przy rzece Jamesa.
Większość wojsk McClellana była w stanie przekroczyć potok White Oak Swamp w południe 30 czerwca. Przeszło jedna trzecia armii dotarła do James River, ale reszta nadal przemieszczała się pomiędzy White Oak Swamp i Glendale. Lee nakazał swoim oddziałom z Wirginii Północnej skupienie się na ataku sił Unii ściśniętych i zablokowanych na źle przystosowanej, wąskiej sieci dróg. Stonewall Jackson dostał rozkaz, by przeć na tylne oddziały Unii na przeprawie przez White Oak Swamp, podczas gdy największa część wojsk Lee, licząca przeszło 45 000 żołnierzy miała zaatakować wycofującą się Armię Potomac pod Glendale, rozdzielając ja na dwie części.

## Przebieg bitwy
Ludzie Jacksona przemieszczali się na południe drogą White Oak Road z dowódcą artylerii, pułkownikiem Stapletonem Crutchfieldem na czele kolumny. Maszerowali powoli ponieważ towarzyszyła im znaczna liczba rannych jeńców Unii i liczne wozy zaopatrzeniowe, które otrzymali z Savage's Station. Dowiedzieli się, że jedyny most nad bagnem został spalony dwie godziny wcześniej. Jackson dotarł w południe i wyraził zgodę na rozmieszczenie dział Crutchfielda, które zostały tak rozstawione, by móc prowadzić ostrzał po linii skośnej przez bagna, przeciw bateriom Unii i stanowiskom piechoty  widzianym z odległości 300 metrów. O godzinie 14:00 30 czerwca 7 baterii Konfederatów, na które składało się 31 dział, otworzyło ogień, zaskakując nieprzygotowane na to wojska Unii i wyłączając z walki część ich dział, siejąc ogólny zamęt i spustoszenie na polu walki.
Po wydaniu rozkazu rozpoczęcia odbudowy mostu przez inżynierów Jackson posłał drugą brygadę kawalerii z Wirginii płk. Thomasa T. Munforda, by przedarli się przez bagna i przechwycili działa Unii, porzucone wcześniej podczas bombardowania. Gdy kawaleria przedzierała się przez moczary, co zajęło im sporo czasu ze względu na znaczną głębokość i zapadające się podłoże, Jackson i gen. dyw. D.H. Hill osobiście przedarli się na drugi brzeg, by przeprowadzić rekonesans. Pocisk artyleryjski eksplodował kilka kroków od generała, jednakże nikt nie został ranny. Jackson zauważył, że artylerzyści i wojska Unii ponownie umacniają swoje pozycje, a strzelcy wyborowi mają dogodną pozycję do ostrzału inżynierów pracujących na moście, co zmusiło go do zmiany planów, jednak zdał sobie sprawę, że nie ma w pobliżu żadnego miejsca, które mogłoby posłużyć za alternatywną drogę przez bagna.
Munford zakomunikował, że jego oddział odnalazł bród 320 metrów dalej wzdłuż rzeki, który wydawał się odpowiedni na desant całości wojsk. Gen. dyw. Wade Hampton odnalazł krótszą drogę, gdzie pojedynczy most dla piechoty mógł zostać bezpiecznie wzniesiony. Jackson zdecydował się wznieść most w miejscu wyznaczonym przez Hamptona, jednak nie podjął żadnych dalszych działań, stwierdziwszy, że atak byłby bezowocny ze względu na fakt, że nie mógł przeprowadzić mostem swojej artylerii. Ostrzał artyleryjski pomiędzy brzegami rozrósł się do ponad 40 dział, a bitwa pod Glendale trwała około 5 kilometrów dalej. Wówczas Jackson usiadł pod starym dębem i zasnął na ponad godzinę.

## Podsumowanie
Niedyspozycja Jacksona pozwoliła kilku jednostkom odczepić się późnym popołudniem  od kompanii Franklina, by wesprzeć wojska Unii pod Glendale. Jackson nie poinformował Lee o swojej sytuacji, a Lee nie wysłał nikogo, by odnaleźć Jacksona zanim było za późno, by zmienić losy bitwy. Pomimo faktu, że skrzydło Jacksona i korpus Franklina liczyły dziesiątki tysięcy ludzi, bitwa pod White Oak Swamp rozegrała się bez użycia piechoty i ograniczała się jedynie do wymiany ognia artylerii. Konfederaci stracili 3 artylerzystów, a 12 zostało rannych. Liczba poległych Unionistów nie jest dokładnie znana, ale szacuje się ją na 100 ludzi.